# Sotto il vestito niente (romanzo)
Sotto il vestito niente è un romanzo dello scrittore italiano Marco Parma, pubblicato la prima volta nel 1983. Il libro è strutturato come un diario, visto che tutti i paragrafi sono minuziosamente datati, riportando anche l'ora e il luogo dell'avvenimento che si sta narrando. L'autore specifica che "Ogni riferimento a fatti, persone, situazioni reali è da ritenersi del tutto casuale". Da questo romanzo è stato liberamente tratto il film omonimo.

## Personaggi
- Anne Sunsine: indossatrice americana
- Marco Parma: direttore della rivista di moda "Venus"
- Adelaide Corruccini: segretaria di Marco Parma
- Terese Parma: ex moglie di Marco Parma
- Barbara Parma: figlia di Marco e Teresa Parma
- Giansiro Bonanno: commissario capo della Squadra Mobile
- Secondo Santini: maresciallo e collega di Giansiro Bonanno
- Giuseppe Bastianini: portiere di notte dell'albergo "Minerva"
- Nino Mendolia: avvocato ospite dell'albergo "Minerva"
- Dottor Giancarlo Crisafulli: medico dell'albergo "Minerva"
- Mario Pozzo: editore della rivista di moda "Venus"
- Bice Banana: la donna di Mario Pozzo ed inviata speciale del "Corriere del Mattino"
- Sebastiano Marcolino: giornalista indipendente e collaboratore del quotidiano "La sera"
- Luca Zarbonni soprannominato "Zar": stilista di moda
- Salvatore Vassalli soprannominato "Duca": stilista di moda
- Luigina Brambilla soprannominata "Anassagora": stilista di moda
- Carlo Calvo: frequentatore della palestra "Tutti per uno"

## Trama
Giovedì 29 settembre 1983.

Milano, albergo Minerva, ore 07:00. Anna Pizzuto, di chiara origine italiana, nata a Brooklyn il 23 novembre 1951 è una modella americana, nell'ambiente della moda si fa chiamare Anne Sunsine. Alta, magra, capelli rossi, occhi viola, fisico mozzafiato (le sue misure sono 89 di seno, 61 di vita, 89 di fianchi). Si trova a Milano per le sfilate del prêt-à-porter che ci saranno tra alcuni giorni. La sera precedente ha chiesto espressamente, al portiere di notte, di essere svegliata alle ore 7 precise. Quella mattina, all'ora prevista, il portiere la chiama al telefono, per svegliarla. Visto che non ottiene nessuna risposta, manda il garzone a controllare cosa stia succedendo. Scoprono che la porta della camera è socchiusa e sul letto c'è il corpo immobile di una donna.
Viene chiamato immediatamente il dottore dell'albergo ed il suo direttore. Il dottor Giancarlo Crisafulli constata che la modella è morta, forse per colpa della droga. Viene chiamata la polizia. Quando arrivano sul posto, il cadavere è sparito, e nella camera vengono rinvenute delle siringhe. Viene setacciato tutto l'albergo, ma del cadavere non c'è più traccia. Marco Parma, il direttore della rivista di moda "Venus", è l'ultimo ad averla vista viva, ed è irrintracciabile. È stato rapito dalle Brigate Rosse, o meglio dal "Gruppo Armato Proletario per la Giustizia Sociale".
Al giornale "Venus", Mario Pozzo sta cercando di capire come fare per sostituire il suo direttore Marco Parma. Sull'ultimo numero della rivista, che è in stampa, la Sunsine è sulla copertina, e l'editore pensa che questo fatto possa nuocere al buon nome della rivista. Poco dopo, in questura, Giansiro Bonanno sta interrogando il dottor Giancarlo Crisafulli, per capire se la donna che ha visitato era davvero morta e se era davvero Anne Sunsine. Il dottor Crisafulli conferma entrambe le affermazioni. Dice anche che già in un'altra occasione la Sunsine ha avuto problemi con l'eroina. Intanto alla redazione di "Venus" arriva un comunicato delle "Brigate Rosse" dove viene chiesto che l'editore Mario Pozzo prepari un miliardo di lire per il riscatto di Marco Parma.
La polizia decide di perquisire l'appartamento di Marco Parma e, una volta aperto, sentono un forte odore nauseante, oltre a constatare che è stato messo tutto a soqquadro. Il forte odore nauseabondo è dato da un cane, un piccolo bastardino, che viene trovato impiccato e da un pesce, un branzino, che si trova nella sua bocca. Alla questura pensano che l'impiccagione del cane con il pesce in bocca, sia un avvertimento di stampo mafioso. Per la morte della fotomodella Anne Sunsine si stanno facendo molteplici ipotesi in tutte le direzioni.
Verso sera il commissario Bonanno ha un appuntamento con la ex moglie di Marco Parma, Teresa. L'appuntamento è a casa della signora Teresa, visto che, da tre anni, la signora ha perso l'uso delle gambe a causa della sclerosi multipla. Lo scopo dell'appuntamento è di interrogarla sull'ex marito Marco. La signora Teresa esprime un pessimo giudizio sulle modelle, anche perché Parma, conoscendole bene, ne ha, anche lui, una pessima opinione. Droga, spionaggio, film porno e suicidi, ecco come finisce la stragrande maggioranza delle modelle. In questo incontro Bonanno viene in possesso di una foto che ritrae la Sunsine e Vassalli in atteggiamenti chiaramente di tipo sadomaso.
Intanto, nell'atelier di Luca Zarbonni, squilla il telefono. Una voce molto disturbata, ma sicuramente di donna, dice di essere Anne Sunsine, di star bene e gli consiglia di troncare tutti i rapporti con Carlo Calvo. In tarda serata, un ultimo colpo di scena, all'albergo "Minerva" il portiere di notte e Serbastiano Marcolino fanno, casualmente, una scoperta incredibile. Sulla rivista "Lady Domina" (rivista pornografica sadomaso) vedono la foto di una ragazza, è sicuramente la fotomodella Anne Sunsine.
Venerdì 30 settembre 1983.

I quotidiani pubblicano degli articoli, facendo un mucchio di ipotesi, anche le più strampalate, sulla scomparsa della modella Anne Sunsine. Il commissario Bonanno convoca Pozzo negli uffici della redazione di "Venus". I terroristi che hanno rapito Parma cambiano i termini del ricatto, ora chiedono che gli stilisti regalino i vestiti delle loro boutique ai poveri e come prova della loro determinazione inviano un pezzettino di un orecchio che dicono che si appartenuto a Marco Parma.
In tarda mattinata Bonanno arriva alla redazione di "Venus" e mentre aspetta di parlare con Pozzo scambia due parole con la segretaria di Parma, la signorina Corruccini. Lei gli svela che Marco ha un sogno nel cassetto, quello di scrivere un libro verità sul mondo della moda. Il titolo sarà "Smoda". Nell'altra stanza Mario Pozzo ha deciso, ha dato la direzione di "Venus" a Bice Banana licenziando, di fatto, Marco Parma.
Poco dopo Bonanno riesce a parlare con Pozzo. Pozzo nega tassativamente che ci sia stato del tenero tra la Sunsine e Parma, e che i due episodi siamo, tra loro, collegati. Pozzo giustifica la sua asserzione a Bonanno dicendogli che alla modella Anne Sunsine piacciono le donne. Sulle varie modelle Pozzo ha le idee chiare. "Sotto il vestito non c'è niente. Anche quando si cerca nel profondo si scopre che le bamboline sono senza spessore", lui è, oramai, un esperto. "L'unica fonte di guadagno delle modelle è il loro corpo e non sanno far niente. I lettori delle riviste di moda, uomini o donne che siano, sono solo dei guardoni".
Intanto all'albergo "Minerva" due tizi, non proprio gentili, si trovano faccia a faccia con il portiere Bastianini e gli chiedono la rivista "Lady Domina" che immortala la Sunsine. Alla questura Marcolino rivela a Bonanno della straordinaria scoperta che ha fatto insieme a Bastianini. Altra scoperta, attraverso l'esame del sangue presente nel pezzo di orecchio, fatto pervenire dalle Brigate Rosse, viene esclusa, definitivamente, l'ipotesi che sia appartenuto a Marco Parma. Ultimo colpo di scena della giornata, alla Questura ricevono una soffiata, il cadavere di Anne Sunsine si trova nel negozio di via Montenapoleone dello stilista "Zar". Il commissario Giansiro Bonanno si precipita sul presunto luogo del ritrovamento, ma non vi è traccia di nessun cadavere, riesce, comunque, a trovare solo un capello di colore rosso.
Sabato 1º ottobre 1983

In questa terza parte si svelano i retroscena della scomparsa di Marco Parma, di Anne Sunsine e il legame che li univa. Parma, quando viene interrogato da Bonanno gli svela che ha cambiato idea, non scriverà più un libro verità dal titolo "Smoda", ma scriverà un libro di fantasia. Ha già in mente il titolo giusto, lo intitolerà "Sotto il vestito niente".

## Edizioni
- Marco Parma, Sotto il vestito niente, Longanesi, 1983,  p. 228.
- Marco Parma, Sotto il vestito niente, TEA DUE, 1992,  p. 230, ISBN 88-7819-287-2.